# Max Winter
Max Winter (9. ledna 1870 Tárnok – 10. července 1937 Hollywood) byl rakouský novinář, spisovatel a sociálně demokratický politik, na počátku 20. století poslanec Říšské rady, v meziválečném období poslanec rakouské Národní rady, později člen Spolkové rady.

## Biografie
Vychodil národní školu, nižší gymnázium a obchodní školu a pak vystudoval národohospodářství, dějiny a filozofii na Vídeňské univerzitě. Působil jako novinář, publicista a spisovatel. Pracoval v redakci listu Neuen Wiener Journal, od roku 1895 v redakci Arbeiter-Zeitung. Napsal několik knih a divadelních her. Angažoval se v Sociálně demokratické straně Rakouska.
Na počátku 20. století se zapojil i do celostátní politiky. Ve volbách do Říšské rady roku 1911 získal mandát v Říšské radě (celostátní zákonodárný sbor) za obvod Dolní Rakousy 18. Usedl do poslanecké frakce Klub německých sociálních demokratů. Ve vídeňském parlamentu setrval až do zániku monarchie.Profesně byl k roku 1911 uváděn jako redaktor listu Arbeiter-Zeitung.
V letech 1918–1923 zasedal ve Vídeňské obecní radě.
Po válce zasedal v letech 1918–1919 jako poslanec Provizorního národního shromáždění Německého Rakouska (Provisorische Nationalversammlung), následně od 16. října 1925 do 20. června 1933 byl členem Spolkové rady (horní komora rakouského parlamentu).
Počátkem roku 1934 emigroval do USA. V prosinci 1934 mu bylo odejmuto rakouské občanství kvůli protirakouskému vystupování v zahraničí.